# 胡列塔·帕雷哈
胡列塔·帕雷哈（Julieta Pareja，2009年2月18日—），美国女子网球运动员。
帕雷哈出生于美国加利福尼亚州卡尔斯巴德，父母分别是巴勃罗（Pablo）和阿德里安娜（Adriana）。她具有哥伦比亚血统，爷爷是哥伦比亚移民，她父亲是第一代美国人，而她的母亲则来自波哥大。她的姐姐拉克尔（Raquel）和安东尼娅（Antonia）也是网球运动员。
2024年7月，她在ITF青少年巡回赛麦德林站J100级别赛事和波哥大站J200级赛事上连续夺冠。2025年3月，她赢得了印第安维尔斯J300级别（FILA国际青少年锦标赛）的冠军。
2024年6月，她在圣塔菲牧场的ITF女子世界网球巡回赛女子15级别赛事上赢得了职业生涯首个职业赛事冠军，并成为该赛事历史上最年轻的女子单打冠军。同年8月，她获得了一张美国网球公开赛资格赛外卡。
2025年3月，她获得印第安维尔斯公开赛资格赛外卡，但首轮不敌阿伊拉·托姆利亚诺维奇。
随后，她在WTA250级别赛事波哥大公开赛上通过资格赛，首次进入WTA巡回赛正赛。16岁的帕雷哈成为第一位参加WTA正赛并赢得该级别比赛的2009年出生的球员，她击败哥伦比亚外卡选手、16岁的玛丽亚·何塞·桑切斯·乌里韦（Maria Jose Sanchez Uribe）。

## ITF巡回赛决赛

### 单打：2次（1个冠军，1个亚军）
| 图例          |
| ------------- |
| W35赛事 (0–1) |
| W15赛事 (1–0) |

| 按场地分类的决赛 |
| ---------------- |
| 硬地 (1–1)       |

| 结果 | 胜–负 | 日期       | 赛事                  | 级别 | 场地类型 | 对手          | 比分          |
| ---- | ----- | ---------- | --------------------- | ---- | -------- | ------------- | ------------- |
| 胜   | 1–0   | 2024年6月  | ITF圣菲牧场，美国     | W15  | 硬地     | 基米·汉斯     | 5–7, 6–1, 6–4 |
| 负   | 1–1   | 2024年10月 | ITF贝克斯菲尔德，美国 | W35  | 硬地     | 阿梅利娅·霍纳 | 4–6, 3–6      |